# Австрийский брудастый бракк
Австрийский брудастый бракк, или штирский брудастый бракк, или пейнтингер бракк, или штирская гончая (нем. steirische rauhhaarbracke), — очень редкая порода охотничьих собак.

## История породы
В 1880 году эта порода была создана Карлом Пейнтингером, за что и получила одно из своих названий. Для выведения австрийского бракка скрестили такие породы как истрийская гончая, ганноверская кровяная гончая и чёрно-подпалая австрийская гончая. Австрийский бракк изначально активно использовался как охотничья и рабочая собака.
В настоящее время собак этой породы практически не осталось даже у себя на родине, в основном их держат охотники, по этой причине в породе из поколения в поколение передаются и улучшаются рабочие, а не внешние качества.

## О породе
Австрийский брудастый бракк является компактной, подвижной, крепкой собакой. Представители этой породы прекрасно работают на любой местности, обладают острым обонянием и большой выносливостью.
Они не требуют специального сложного ухода, достаточно лишь периодически расчесывать шерсть специальной щеткой. Неприхотливы в еде, практически не болеют. Дрессировке поддаются легко, обладают спокойным, не агрессивным нравом. Нуждаются в долгих прогулках и сильных физических нагрузках, с ними необходимо регулярно охотиться.

## Внешний вид
Крепкая, выносливая и подвижная собака среднего роста.
Голова средней величины (длина от затылочного бугра до конца носа 22—24 см). Лоб слегка выпуклый, переход к морде плавный, с лёгким уступом. Затылочный бугор четко выражен. Морда с крепкими челюстями, тупая. Покрыта короткой шерстью, на верхней губе имеются жесткие усы. Мочка носа чёрная. Зубы в комплекте, прикус ножницеобразный. Глаза в большинстве случаев коричневые, но допускаются и желтые, взгляд умный и спокойный. Уши не слишком большие, плотно прилегающие к скулам, с округлыми концами и более гладкой шерстью; висячие.
Шея крепкая, не слишком длинная, сухая, холка хорошо развитая. Спина широкая, крепкая. Длина от затылочного бугра и до основания хвоста составляет 65—70 см. Грудь глубокая, в обхвате 66—79 см. Живот умеренно подобран. Конечности прямые, мускулистые. Лапы с плотно сжатыми пальцами. Подушечки не слишком большие. Хвост средней длины, держится горизонтально или иногда слегка изогнутым выше линии спины. У основания толстый, постепенно суживающийся к концу. Густая шерсть на нижней стороне образует щетку.
Шерсть со слабой волнистостью, не слишком косматая, почти без блеска, на ощупь твёрдая и жёсткая. На морде образует небольшую бороду. Грудь и задняя сторона передних ног имеют слабо выступающие очёсы. Окрас зерноватый и палево-жёлтый, допускается белая отметина на груди, иные белые отметины недопустимы.
Высота в холке кобелей — от 47 до 53 см, сук — от 45 до 51 см. Вес стандартом не регламентируется.